# Navaleno
Navaleno település Spanyolországban, Soria tartományban. Navaleno Casarejos, Canicosa de la Sierra, Soria és Vadillo községekkel határos. Lakosainak száma 732 fő (2024).

## Népesség
A település népessége az elmúlt években az alábbi módon változott:
| Lakosok száma | 957  | 996  | 949  | 939  | 877  | 846  | 789  | 769  | 745  | 732  |
|               | 2001 | 2004 | 2007 | 2009 | 2012 | 2014 | 2017 | 2019 | 2022 | 2024 |